# Hjärtlanda församling
Hjärtlanda församling var en församling i Växjö stift och Sävsjö kommun. Församlingen uppgick 2010 i Sävsjö församling. 
Församlingskyrka var Hjärtlanda kyrka.

## Administrativ historik
Församlingen har medeltida ursprung.
Församlingen utgjorde under medeltiden ett eget pastorat, för att därefter till 1962 vara annexförsamling i pastoratet Hultsjö, Skepperstad och Hjärtlanda. Från 1962 var den annexförsamling i pastoratet Sävsjö och Hjärtlanda som 1992 utökades med Skepperstads församling. Församlingen uppgick 2010 i Sävsjö församling.
Församlingskod var 068402.